# Sebastian Copien
Sebastian Copien (* 1981 in München) ist ein veganer Koch und Autor mehrerer Kochbücher.

## Tätigkeiten
Sebastian Copien führt seit 2007 seine eigene Kochschule in München mit zugehörigem Kochschulgarten. Zu seiner Expertise, dem Kochen ohne tierische Produkte, berät er die Gastronomie, schreibt Kochbücher und tritt auf Messen und Kochshows und im Fernsehen auf.
Mit den Büchern Vegan-Klischee ade! Das Kochbuch und Vegan Low Budget, Großer Geschmack zum kleinen Preis wurde er 2020 zum Bestsellerautor.

## Auszeichnungen
- Auszeichnung von Vegan-Klischee ade! Das Kochbuch mit der Goldmedaille der GAD als bestes Buch 2020 in der Kategorie „vegetarisch und vegan“[8]
- Auszeichnung von Vegan-Klischee ade! Das Kochbuch mit dem Gourmand World Cookbook Award als bestes veganes Kochbuch (Deutschland)[9]

## Werke
- Sebastian Copien, Hansi Heckmair 2014: Grün in allen Farben. ISBN 978-3862446971
- Sebastian Copien, Hansi Heckmair 2015: Die vegane Kochschule. ISBN 978-3862446940
- Sebastian Copien 2016: Fit-Mix. Vegane Blitzrezepte aus dem Mixer. ISBN 978-3898835299
- Niko Rittenau, Sebastian Copien 2020: Vegan Low Budget. Großer Geschmack zum kleinen Preis. ISBN 978-3954532025.
- Niko Rittenau, Sebastian Copien 2020: Vegan-Klischee ade! Das Kochbuch. ISBN 978-3831038855.
- Sebastian Copien 2021: Heftig Deftig: Vegan rösten, schmoren, räuchern, grillen und braten. ISBN 978-3517099910
- Sebastian Copien, Niko Rittenau 2021: Vegane Ernährung für Einsteiger. Das wichtigste Basiswissen und schnelle Rezepte. ISBN 978-3831043255